# Une aventure maritime de Porky
Une aventure maritime de Porky (Porky's Five and Ten) est un cartoon réalisé par Bob Clampett et sorti en 1938, qui met en scène Porky Pig.